# Mont Hachimori
Le mont Hachimori (鉢盛山, Hachimori-yama) est une montagne des monts Yūbari culminant à 1 453 m d'altitude à la limite des villes de Minamifurano et Yūbari sur l'île de Hokkaidō au Japon. La Yūbari-gawa prend sa source sur la montagne.